# International Theory
«International theory» — це міждисциплінарний рецензований академічний журнал, який видається тричі на рік видавництвом Кембриджського університету за підтримки Коледжу міжнародних досліджень імені Девіда Л. Борена при Університеті Оклахоми, для сприяння теоретичним дослідженням позитивних, правових та нормативних аспектів світової політики. Видавці стверджують, що це форум, де вчені можуть глибоко розвивати теоретичні аргументи, не очікуючи широкого емпіричного аналізу.  Його було засновано у 2009 році Дунканом Снайдалом та Александром Вендтом, і вони редагували його разом із Крістіаном Ройс-Смітом до березня 2019 року. Нинішніми редакторами є Клаудія Арадау ( Королівський коледж Лондона ), Кетрін Лу ( Університет Макгілла ) та Девід А. Велч ( Школа міжнародних відносин Балсіллі, Університет Ватерлоо ); заступником редактора є Марк Реймонд ( Університет Оклахоми ). 
Згідно зі звітами Journal Citation Reports, журнал має дворічний імпакт-фактор 3,30 за 2022 рік, що ставить його на 38-е місце зі 187 журналів у категорії «Політичні науки» та на 16-е місце з 96 журналів у категорії «Міжнародні відносини», а також 5-річний імпакт-фактор 3,1, що ставить його на 51-е місце зі 186 та 21-е місце з 95 у цих двох категоріях відповідно. 
«International Theory» повністю відкрита для доступу з 6 вересня 2023 року. 

## Зовнішні посилання
- Офіційний вебсайт.